# Нива (Підгайці)
Нива — аматорський клуб з футболу у місті Підгайці на Тернопільщині. Попередниця ФК «Нива» Тернопіль.

## Відомості
Голова правління колгоспу «Шлях до комунізму» Іван Потупа поставив завдання створити у Підгайцях (тоді Бережанський район) футбольну команду з місцевих вихованців. 23 липня 1978 року «Нива» провела перший офіційний матч в рамках розіграшу Кубка області під керівництвом тренера Тараса Греняка.
У 1982 році після створення Міжгосподарського спортивного клубу в Бережанах команда переїхала до тодішнього районного центру, де потрапила під його опіку.
Відновлена команда брала участь, зокрема, у чемпіонаті Тернопільщини-2013.

## Досягнення
- Чемпіони Тернопільської області: 1980
- Володарі Кубка Тернопільської області: 1978, 1980
- Фіналіст Кубка області-1981, поступились в серії післяматчевих пенальті[3]

## Відомі люди

### Тренери
Віктор Серебряніков, Михайло Дунець

### Гравці
Ігор Біскуп, Володимир Венгринович, В'ячеслав Грозний, Василь Івегеш, Петро Дідик (1960—2015), Володимир Васечко (1954—2016, уродженець Бучача)